# جين ديكسون (رسامة)
جين ديكسون (بالإنجليزية: Jane Dickson)‏ هي رسامة أمريكية، ولدت في 1952.